# Rode Rivierdelta

Locatie van de delta van de Rode Rivier

De Rode Rivierdelta (Đồng bằng sông Hồng of Châu thổ sông Hồng) is een laaggelegen vlakte in Noord-Vietnam die is gevormd door de Rode Rivier en haar zijrivieren (onder andere de Day Rivier). Deze delta is ongeveer 15.000 km²  groot en wordt beschermd door dijken. Het is een vruchtbaar gebied dat dicht is bevolkt en waar vooral rijst wordt verbouwd. De rijstboeren uit deze delta waren de dragers van de Đông Sơn-cultuur. Dit is een prehistorische cultuur die daar ontstond en gekenmerkt wordt door grote bronzen trommels.
Er liggen acht provincies en twee grote gemeenten binnen de delta: de hoofdstad Hanoi en de havenstad Haiphong; er wonen bijna 19 miljoen mensen.
Gedurende de Vietnamoorlog werd dit gebied zwaar gebombardeerd door de Verenigde Staten.